# Escuela de Colonia

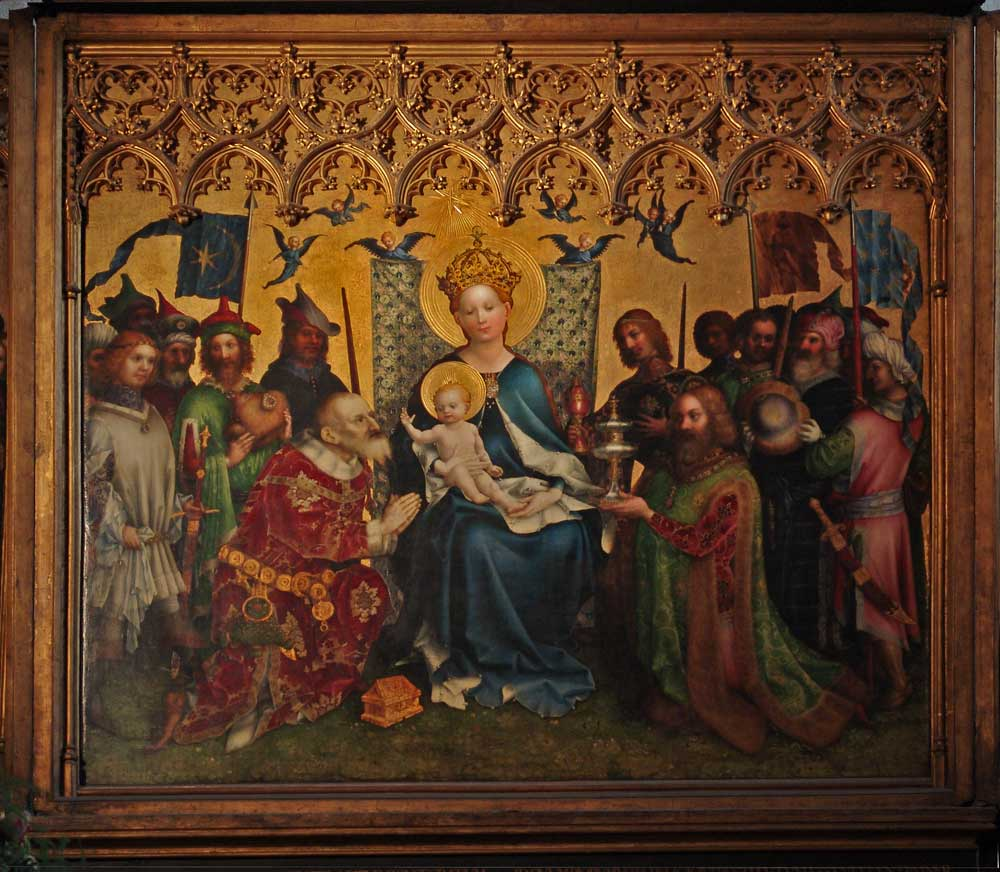
Panel central del Retablo de los patronos de Colonia, de Stefan Lochner, ca. 1450.

Escuela de Colonia es la denominación historiográfica de la escuela de pintura que se desarrolló en la ciudad de Colonia y la región del bajo Rin en el Gótico final (desde comienzos del siglo XIV hasta mediados del siglo XVI). En el siglo XIX se aplicaba genéricamente a toda la pintura alemana antigua. Con la denominación "primitivos alemanes" se designan tanto estos pintores como cualquier otro pintor centroeuropeo anterior a Durero, pero fuera de Colonia sólo suele destacarse a Martin Schongauer.

## Periodización

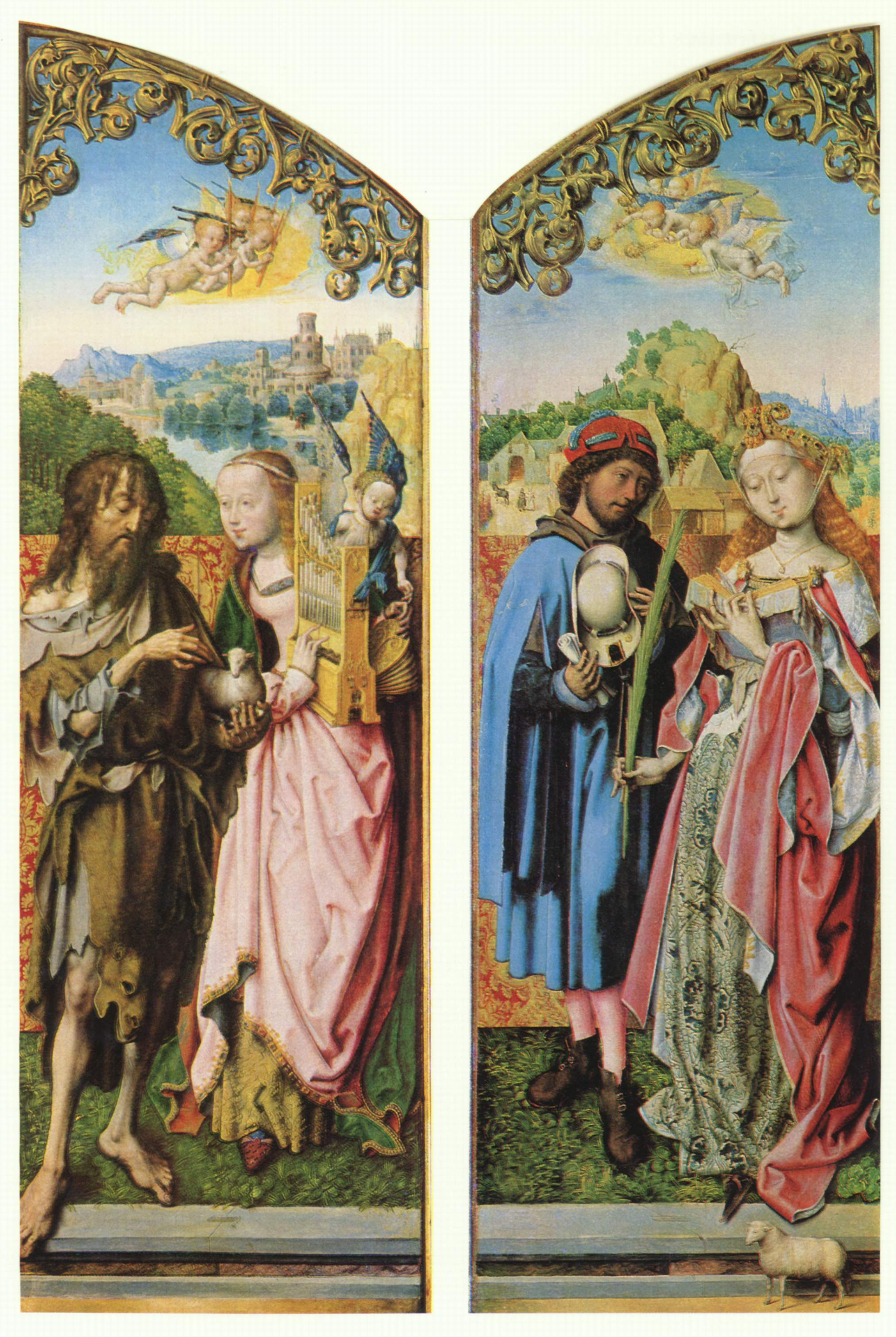
Paneles interior izquierdo y derecho del Kreuzaltar ("retablo de la Crucifixión") atribuido al Maestro del Retablo de San Bartolomé, ca. 1510.

Inicialmente se pintaron retablos pequeños, como el Retablo Klaren de la catedral de Colonia (ca. 1360–1370), con modelos iconográficos en manuscritos iluminados de comienzos del siglo XIV.
A mediados del siglo XV la escuela llega a su punto culminante, cuando Stefan Lochner (activo entre 1442–1451) pintó el Retablo de los patronos de Colonia, considerado el manifiesto de la escuela.
Un tercer periodo creativo se produjo como consecuencia de la llegada de la influencia de la pintura flamenca de pintores como Rogier van der Weyden, notable especialmente en el Maestro del retablo de San Bartolomé: el gran Descendimiento de Cristo del maestro alemán tiene gran parecido con la famosa tabla flamenca de El Escorial con el mismo tema, siendo comparable el naturalismo y énfasis en las figuras llorosas de uno y otro.

## Maestros de la escuela de Colonia

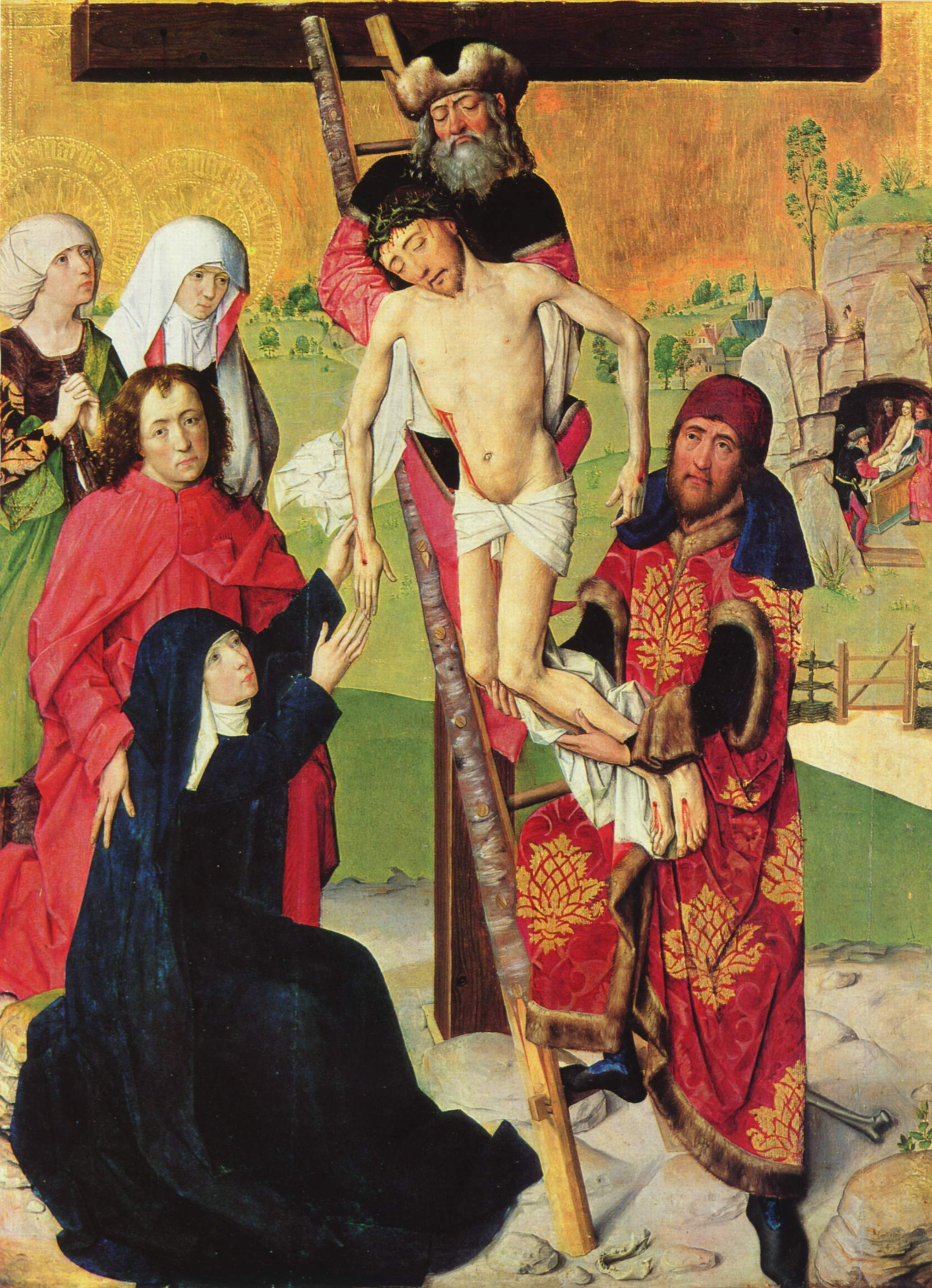
Descendimiento de la Cruz del Maestro de la Vida de la Virgen.

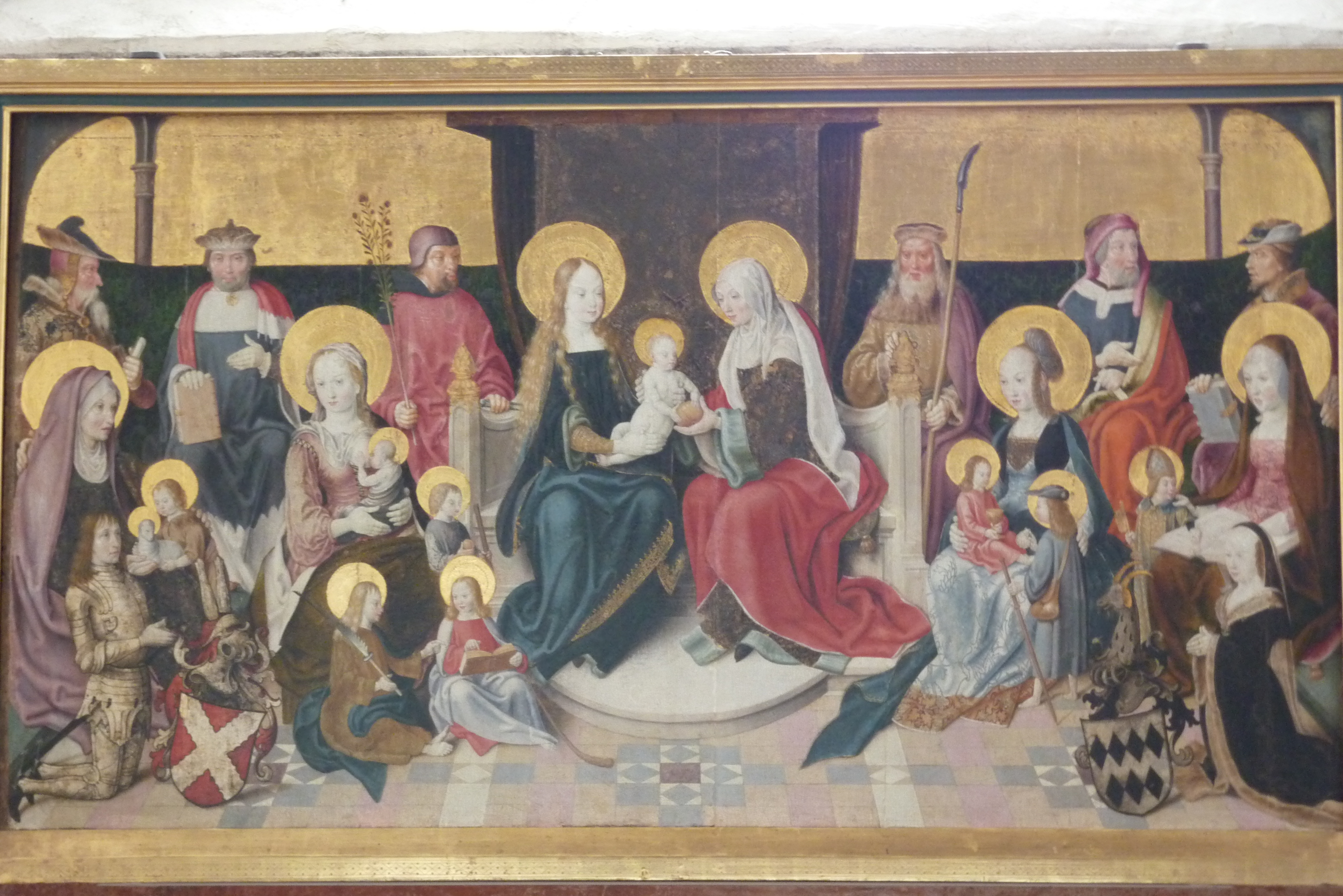
Detalle del Retablo de la Santa Parentela, del Maestro de la Leyenda de Santa Úrsula, en Euskirchen.

Además de Stefan Lochner (Meister Stephan -"Maestro Esteban"-)  y Guillermo de Colonia (Meister Wilhelm -"Maestro Guillermo"- o Wilhelm von Köln), únicos identificados por sus nombres, un gran número de maestros anónimos se identifican por sus obras como pertenecientes a esta escuela:
- Meister des Aachener Altars ("Maestro del retablo de Aquisgrán" -Maestro de los Altares de Aquisgrán-)
- Meister des Bartholomäus-Altars ("Maestro del retablo de San Bartolomé")[11]
- Meister der Heisterbacher Altars ("Maestro del retablo Heisterbach")[12]
- Meister der Ursulalegende ("Maestro de la Leyenda de Santa Úrsula")[13]
- Meister von Sankt Severin ("Maestro de San Severino")[14]
- Meister von St. Laurenz ("Maestro de San Lorenzo")[15]
- Meister der Georgslegende ("Maestro de la leyenda de San Jorge")[16]
- Meister des Marienlebens ("Maestro de la Vida de la Virgen")
- Meister der Heiligen Sippe der Ältere (Elder Master of the Holy Kinship, "Viejo Maestro de la Santa Parentela")[17] -Santa Parentela-[18]
- Meister der Heiligen Veronika ("Maestro de la Verónica" o "Maestro de Santa Verónica")[19]
- Meister der Verherrlichung Mariae ("Maestro de la Glorificación de la Virgen")[20]
- Meister der kleinen Passion ("Maestro de la pequeña Pasión")[21]
- Meister der Lyversberger Passion ("Maestro de la Pasión Lyversberg")[22]
- Meister des Wasservass’schen Kalvarienbergs ("Maestro del Calvario Wasservass" o "Maestro de los Calvarios de Warsservass")[23]
- Meister der zwölf Apostel ("Maestro de los Doce Apóstoles")[24]
- Meister des Palanter Altars ("Maestro del retablo Palanter")[25]
- Meister des Sinzig Kalvarienberg o Meister des Sinziger Kalvarienbergs ("Maestro del Calvario Sinzig" o "Maestro de los Calvarios de Sinzig")[26]

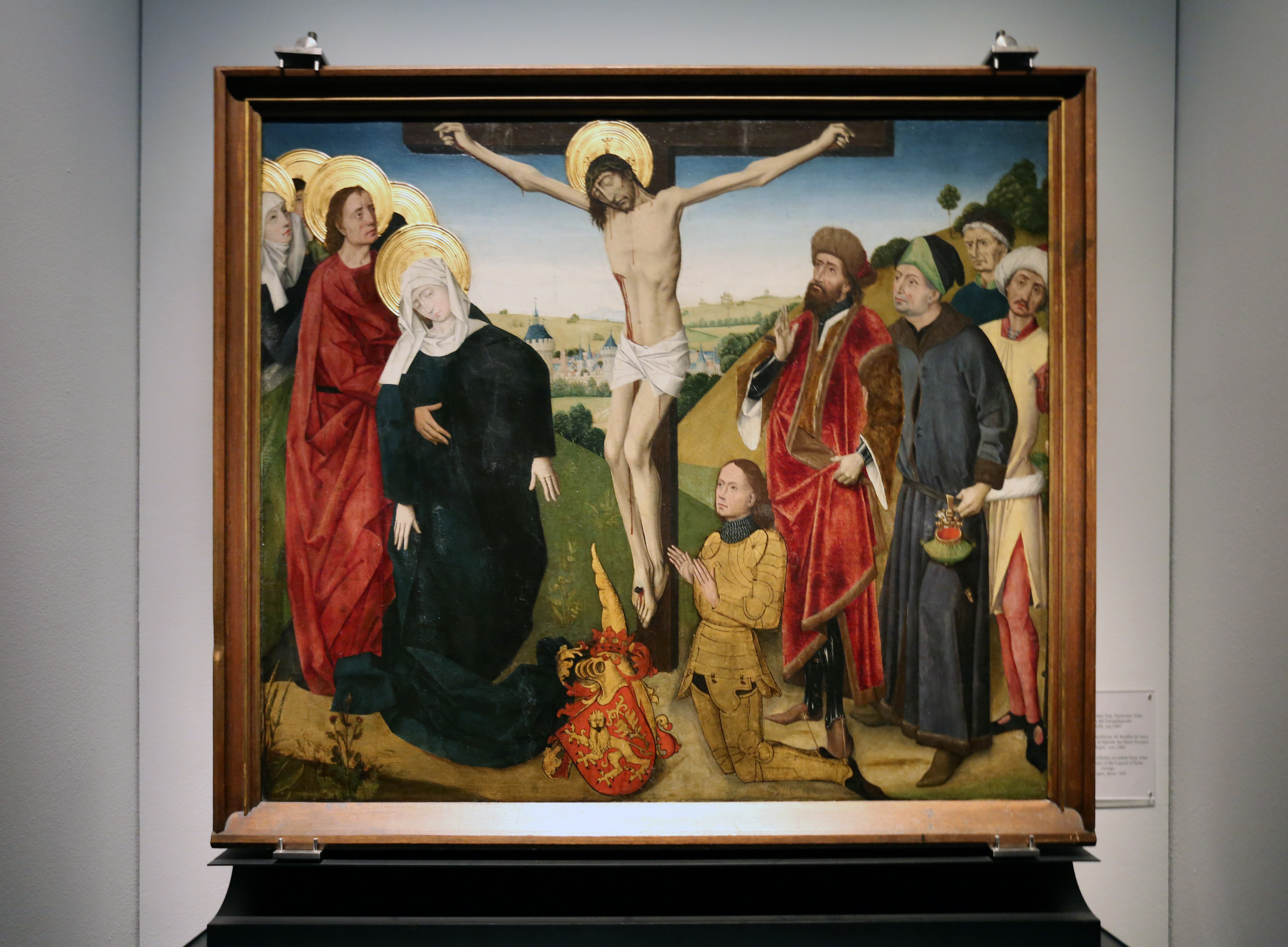
Crucifixión del Maestro de la Leyenda de San Jorge, 1460. Cámara del tesoro de la catedral de Aquisgrán.
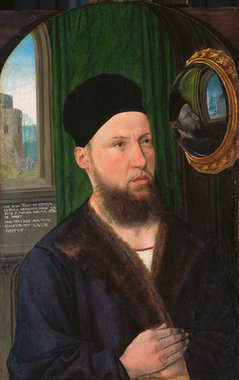
Retrato de Johann von Melem, del Maestro del retablo de Aquisgrán.
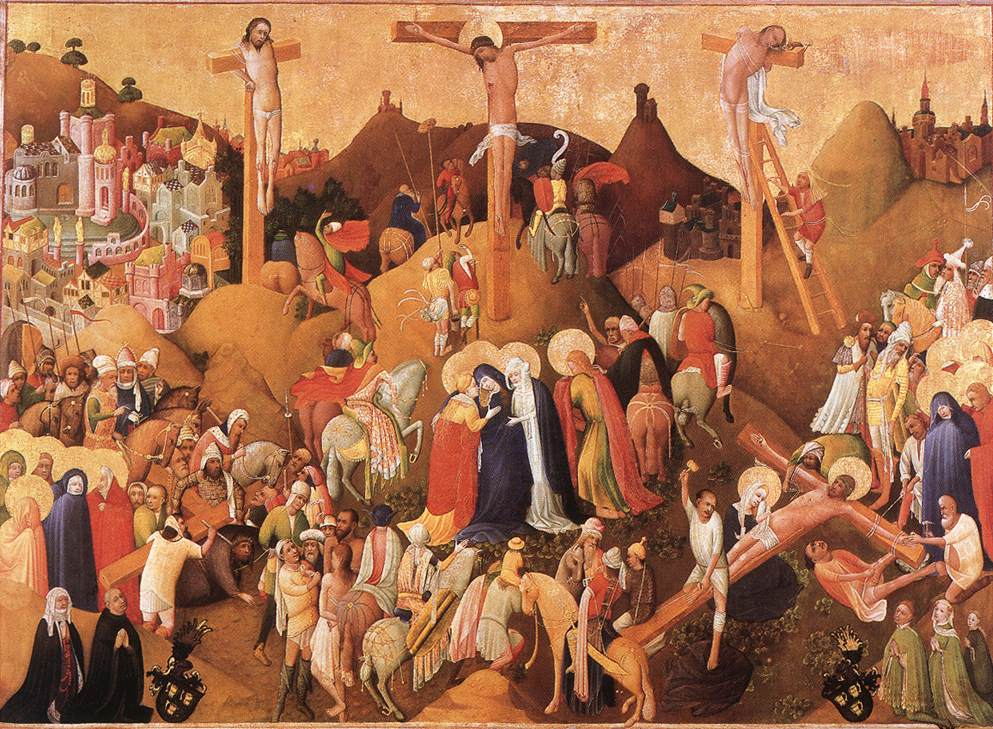
Calvario Wasservass.

## Barrio de los artistas de Colonia
Los maestros pintores, así como los sign painters tenían sus talleres en la zona de la antigua ciudad de Colonia alrededor del Schildergasse, considerado el barrio de los artistas.

## Referencias

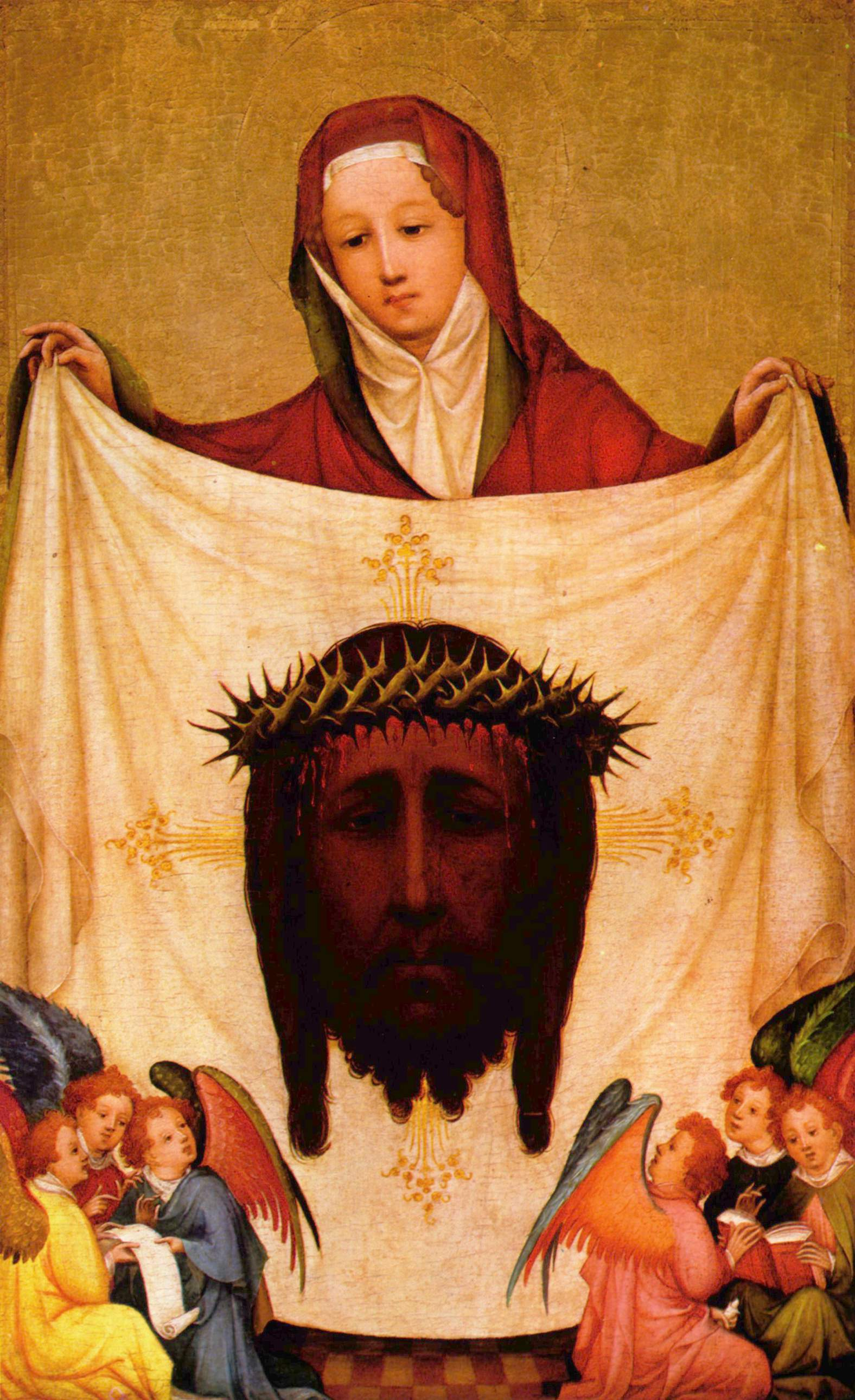
La tabla que da nombre al Maestro de la Verónica, ca. 1420-1425
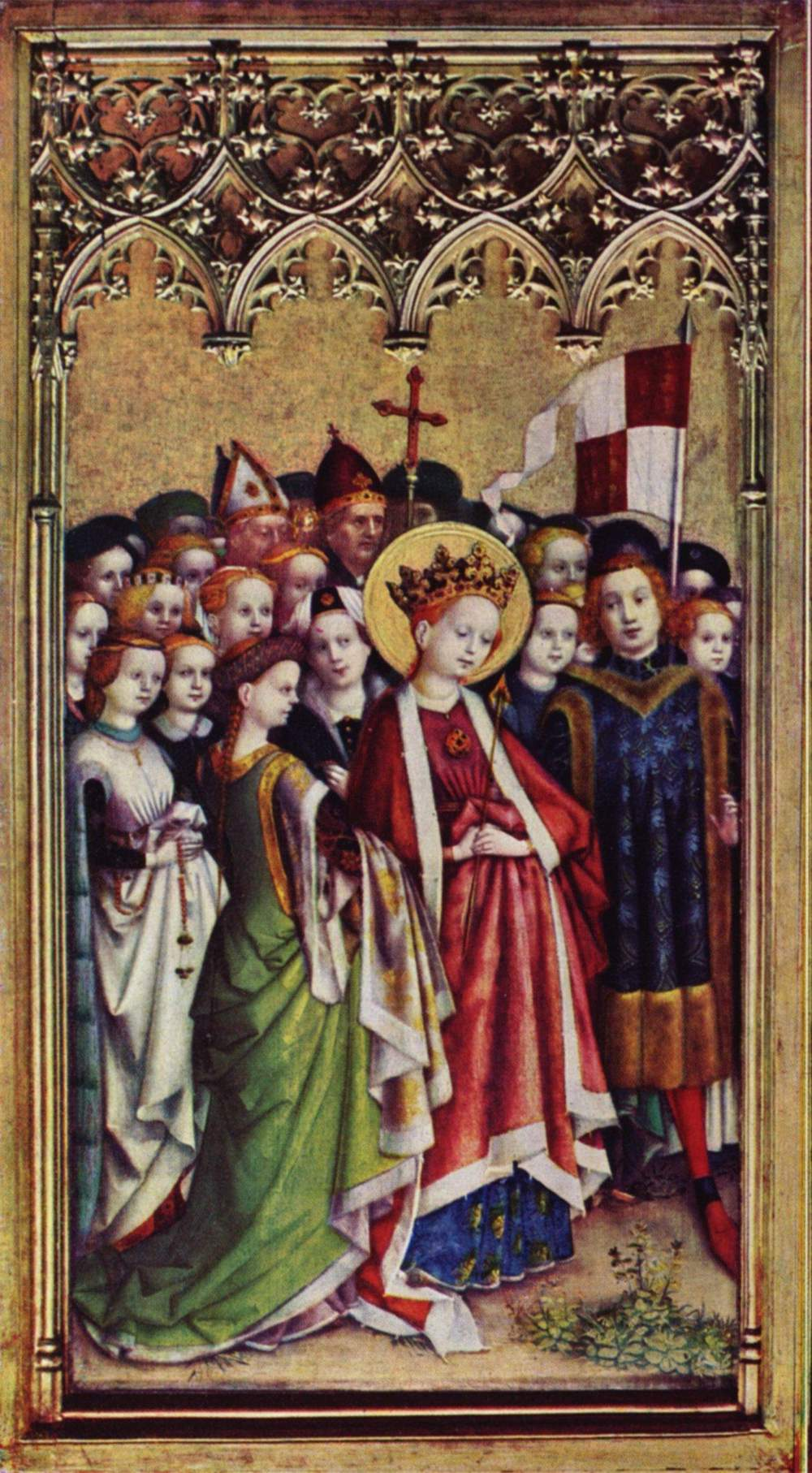
Santa Úrsula, detalle del Dreikönigsaltar de Stefan Lochner en la catedral de Colonia, ca. 1440.
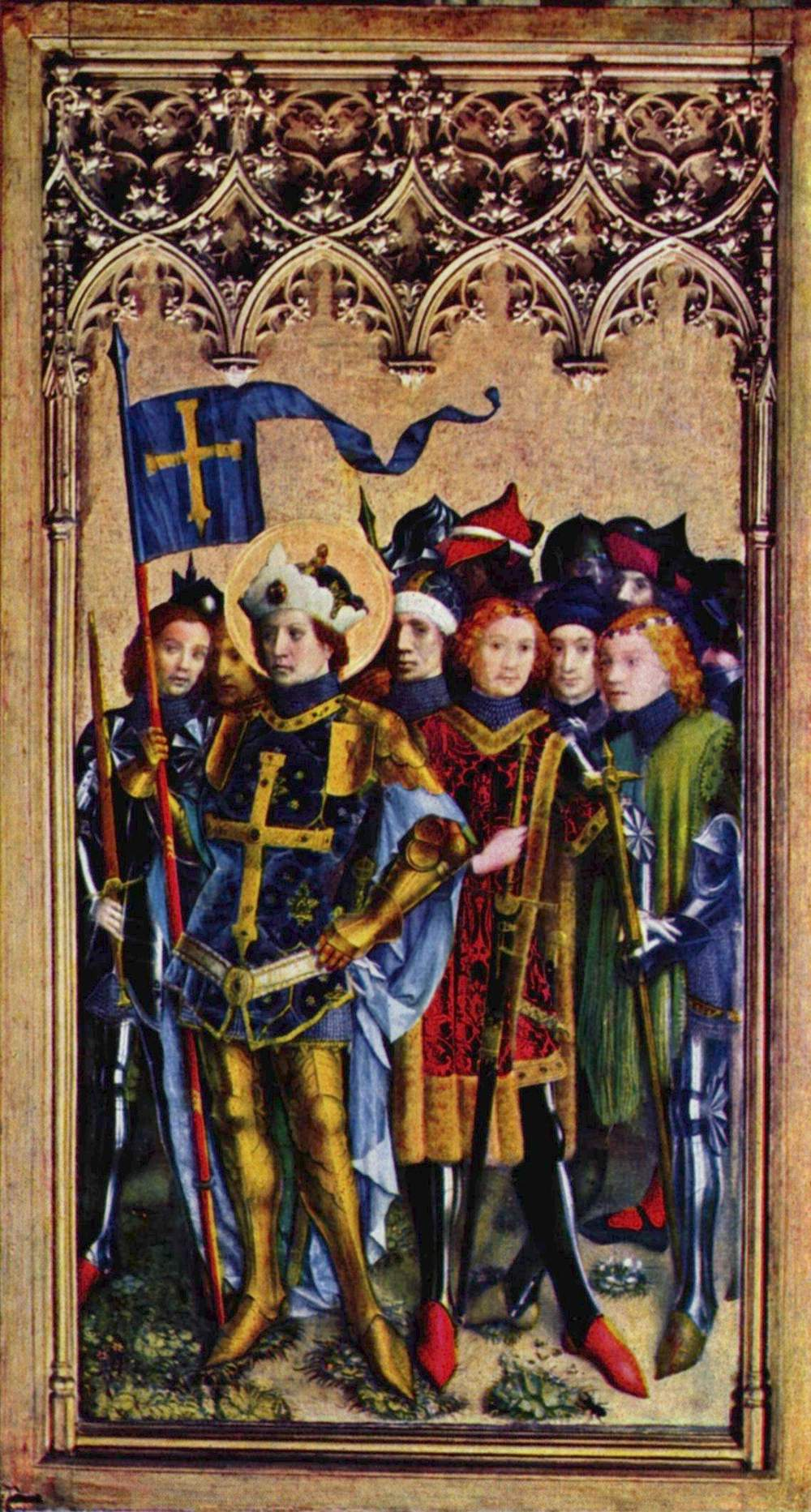
Tabla simétrica del mismo retablo.
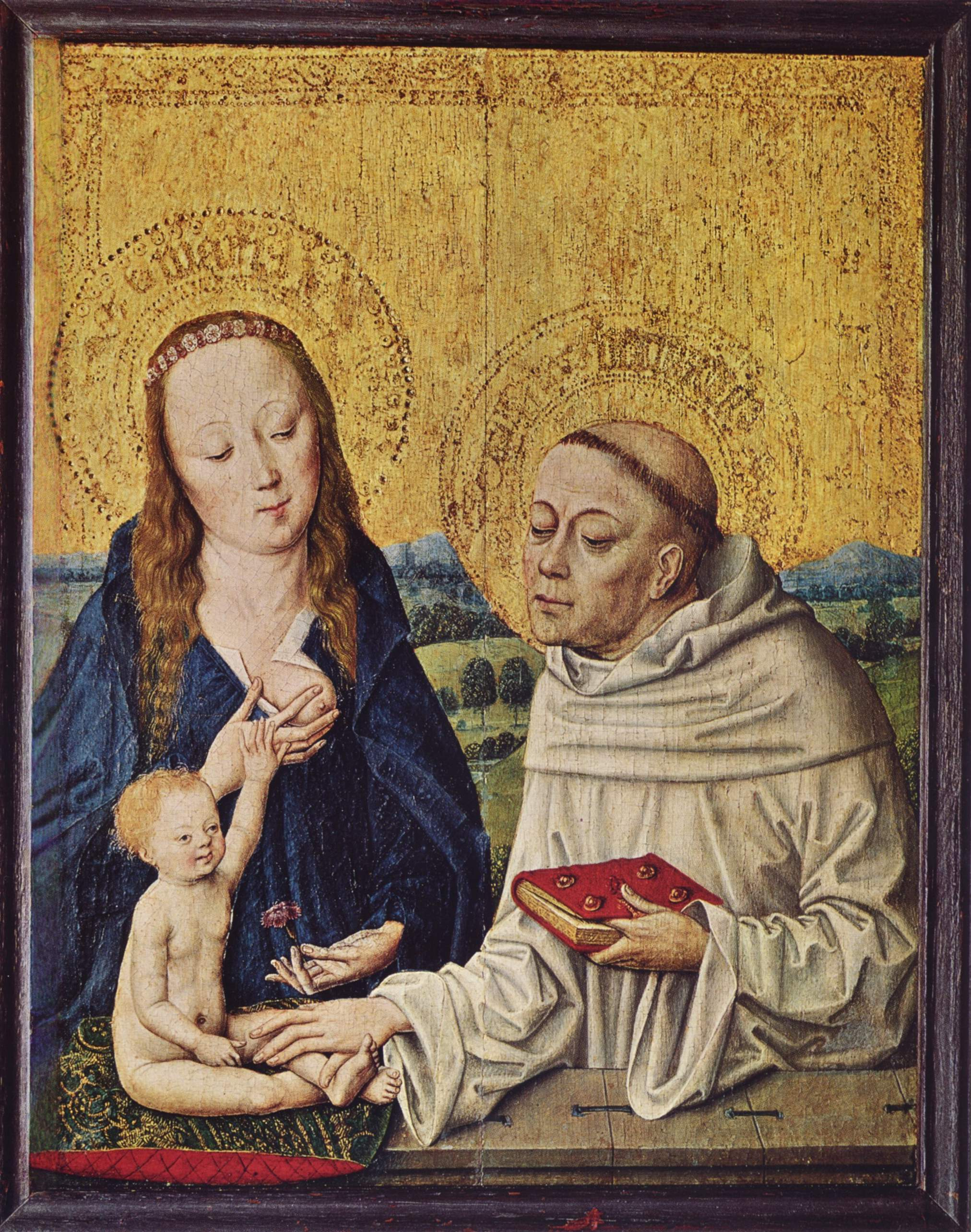
Lactatio Bernardi, del Maestro de la Vida de María en el Wallraf-Richartz Museum, ca. 1480.